# 拉弗尔斯巴赫
拉弗尔斯巴赫是奥地利下奥地利州霍拉布伦县的一个市镇。总面积26.37平方公里，总人口1739人，人口密度65.9人/平方公里（2005年）。